# Ameyo Adadevoh
Ameyo Adadevoh (Nascuda Ameyo Stella Ombra Adadevoh; 27 d'octubre de 1956 – 19 d'agost de 2014) va ser una metgessa nigeriana.
Se li acredita haver frenat una àmplia propagació del virus de l'Ebola a Nigèria en situar el pacient zero (cas índex) Patrick Sawyer en quarantena malgrat les pressions del govern de Libèria. Quan els oficials liberians l'amenaçaven per que volien que fos donat d'alta el pacient per assistir a una conferència, ella va resistir la pressió i va dir que no l'alliberava “per a un bé públic més gran”. És coneguda per evitar que el cas índex nigerià surtis de l'hospital en el moment del diagnòstic, jugant així un paper clau per frenar la propagació del virus a Nigèria. El 4 d'agost de 2014, es va confirmar que havia donat positiu per la malaltia del virus de l'Ebola i que estava sent tractada. Adadevoh va morir la tarda del 19 d'agost de 2014.

## Primers anys
Ameyo Adadevoh va néixer a Lagos, Nigèria, a l'octubre de 1956, on va passar la major part de la seva vida. El seu pare i el seu besavi, Babatunde Kwaku Adadevoh i Herbert Samuel Macaulay, van ser distingits científics. Herbert Macaulay va ser un dels fundadors de la Nigeria moderna. El seu avi era de la família Adadevoh de la Regió Volta de Ghana, amb la qual estava molt relacionat, encara que vivia a Lagos. El seu pare Babatunde Kwaku Adadevoh va ser metge i ex-vicerector de la Universitat de Lagos.

## Educació
Va anar a l'escola preescolar a l'Escola Primària Continental de Yaba, Lagos (1961-1962). Ameyo Adadevoh va passar dos anys a Boston, Massachusetts, on es va traslladar amb els seus pares abans de tornar amb la seva família a Lagos el 1964. Va assistir a l'escola primària a l'Escola Corona, Yaba, a Lagos, Nigèria (1964-1968). Va assistir a Queen's School, Ibadan (1969-1974) Nigèria per a la seva educació secundària.
La doctora Adadevoh es va graduar el 1980 a la Facultat de Medicina de la Universitat de Lagos, amb una Llicenciatura en Medicina i Cirurgia. Va exercir la seva residència obligatòria d'un any al Lagos University Teaching Hospital el 1981. Va passar la seva residència al Lagos University Teaching Hospital i va obtenir la seva credencial pel College West of Physicians and Surgeons el 1983. Després va anar a Londres per completar la seva beca en endocrinologia a l'Hospital Hammersmith. Va passar 21 anys al First Medical Consultants Centre de Lagos, Nigèria. Allà va exercir com a metgessa consultora i endocrinòloga principal.

## Treball com epidemiòloga

### Grip A
Adadevoh va ser la primera en alertar al Ministeri nigerià de Salut quan el H1N1 es va estendre per Nigèria el 2012.

### Virus d'Ebola
La doctora Adadevoh va diagnosticar correctament al liberià Patrick Sawyer com el primer cas de l'Ebola de Nigèria al First Consultant Hospital de Lagos, Nigèria, el juliol del 2014. Va mantenir a Patrick Sawyer a l'hospital malgrat que insistia que tenia un mal cas de malària. Sawyer volia assistir a una conferència empresarial a Calabar, Nigèria. Adadevoh va dirigir l'equip que va supervisar el tractament de Patrick Sawyer, el primer pacient diagnosticat amb Ebola dins Nigèria i el va mantenir a l'hospital malgrat rebre una petició d'un ambaixador liberià per donar-li l'alta. Adadevoh va intentar crear una àrea d'aïllament, malgrat la manca d'equipament protector, construint una barricada de fusta fora de la porta de l'habitació de Patrick Sawyer. El seu esforç heroic va salvar a la nació de la propagació de la infecció. Mentre es produïen aquest esdeveniments, els doctors nigerians eren en vaga, la qual cosa hagués pogut tenir greus conseqüències. La professionalitat i l'examen mèdic exhaustiu que va realitzar la doctora Ameyo Adadevoh va ser impecable. Adadevoh també va proporcionar al personal informació rellevant sobre el virus, va procurar material protector i va contactar ràpidament amb els responsables pertinents. Com a resultat del seu informe, el govern nigerià va declarar una emergència de salut pública nacional i el Ministeri de Salut nigerià va establir un Centre d'operacions d'emergència de l'Ebola. L'OMS va declarar que Nigèria no tenia èbola el 20 d'octubre de 2014.

## Mort i llegat
Adadevoh va sucumbir a la malaltia del virus de l'Ebola mentre es trobava en quarantena i va morir el 19 d'agost de 2014 a Lagos, Nigèria. El seu cos va ser descontaminat i cremat pel govern com a mesura de contenció de la propagació del virus d'Ebola. La Dr. Ameyo Adadevoh Health Trust (DRASA), una organització de salut sense ànim de lucre va ser creada en el seu honor. La pel·lícula "93 Days", dirigida per Steve Gukas, està dedicada a Ameyo i explica la història del tractament de Patrick Sawyer per Adadevoh i d'altre personal mèdic al First Consultant Medical Center.